# Alte Donau (Straubing)
Die Alte Donau in Straubing ist ihrer Funktion nach der etwa zweieinhalb Kilometer lange Schleusenkanal Straubing der Bundeswasserstraße Donau. Dieser Kanal war früher ein Altwasser der Donau.

## Lage
Die Alte Donau in Straubing liegt im Gäuboden auf dem Gebiet der kreisfreien Stadt Straubing. Sie verläuft von West nach Ost und ist heute über drei Kilometer lang. Anrainer sind der Stadtteil Hornstorf im Norden und das Dorf Gstütt auf der gleichnamigen Binneninsel. Die Agnes-Bernauer-Brücke quert den Kanal.

## Entstehung
Die Alte Donau entstand ursprünglich um 1480 durch Umleitung der Donau in ihr jetziges, weiter südlich verlaufendes Flussbett. Ein über 300 Meter langer künstlicher Damm, die Sossauer Bschlacht, leitete das Wasser in sein neues, von Menschen gegrabenes Flussbett. Aus dem früher durchgängigen Donauabschnitt wurde durch die Umleitung ein künstlich erzeugter Altarm, der nur bei Hochwasser durchströmt wurde, wenn dieses den Damm überflutete. Ziel der Verlegung war es, dass die Schifffahrt künftig den Weg unmittelbar an der Stadt vorbei nehmen sollte.

### Sossauer Bschlacht
Der den Altarm absperrende Damm nahe Sossau wurde verschieden benannt, als das Sossauer Beschlächt, als die Sossauer Bschlacht oder als Beschlacht. Das Grundwort bezeichnet das Wasserbauwerk Schlacht.
Der Damm lief von der Spitze der Binneninsel Gstütt bei der Wundermühle zum linken Donauufer westlich der heutigen Mündung der Kößnach. Größe und Bauweise wurden um 1838 folgendermaßen beschrieben: 328 Meter lang, zwischen 12 und 15 Meter breit. Etwa neun Pfahlreihen im Abstand von 0,8 bis 1,4 Meter waren in den Zwischenräumen mit Steinen gefüllt. Die Steine waren bis zu 2 t schwer. Die Länge der Pfähle betrug zwischen 12 und 16 Metern. Untereinander waren die Pfähle mit Eisenbeschlägen verbunden. Die Dammkrone überragte den Niedrigwasserstand um etwa 1,7 Meter und war oben gewölbt. Zwischen eingezapften Kreuzverbindungen, die quadratische Felder bildeten, befand sich ein ebenes Pflaster.

### Kanalbau im 20. Jahrhundert
Beim Ausbau der Donau in den 1980er Jahren wurde die Alte Donau als Kanal ausgebaut und die Bundeswasserstraße in sie verlegt. Die Sossauer Bschlacht wurde 1984 abgetragen und ein neuer Trenndamm bis zur neuen Staustufe Straubing errichtet. Hier wird nun das Wasser der Donau durch das Laufwasserkraftwerk Straubing in den südlichen Donauarm, den Gewässerarm rechts des Trenndamms geleitet. Die Binnenschifffahrt nutzt die Alte Donau, da das Unterhaupt der Schleuse Straubing mit dem Gewässerarm links des Tremmdamms verbunden ist.
Nach rund zweieinhalb Kilometern vereint sich die Alte Donau wieder mit der Donau bei Flusskilometer 2319,31.